# Jindřich Suchánek (konstruktér)
Jindřich Suchánek (11. července 1900 Přerov – 10. srpna 1988 Brno) byl český konstruktér jemné mechaniky a majitel stejnojmenné firmy Jindřich Suchánek, Brno, později znárodněné jako n. p. Meopta, závod Brno.

## Životopis
Narodil se v rodině Jana Suchánka, toho času brzdiče na dráze a Františky Suchánkové, rozené Zlámalové jako nejmladší ze tří dětí. O dětství a mládí nejsou známy žádné informace.
Po několik roků zastával vedoucí místo v kotlářské dílně Kokorovy továrny. V letech 1922–1924 si Jindřich Suchánek na Vyšší průmyslové škole dodělal mistrovský kurz.
V době hospodářské krize se ve svých třiceti létech rozhodl pustit do podnikání a hledal jiný obor, ve kterém by měl lepší vyhlídky. Nejdříve pracoval v dílně, kterou si sám vybudoval na zahrádce domku rodičů v Přerově, ulice Na dlážce (zbořený). Jeho otec zde provozoval krejčovskou živnost. V této dílně zhotovoval mosazné postele a podobné výrobky.
Na základě inzerátu převzal v roce 1931 na Veveří 123 v Brně malou dílnu 3×5 m na výrobu fyzikálních přístrojů a pomůcek, vybavenou dvěma staršími soustruhy, a to i se dvěma zaměstnanci. Původní zaměření dílny na výrobu fyzikálních přístrojů a pomůcek pro školy se nevyplácelo, záhy vzalo za své.
Další směřování Jindřicha Suchánka ovlivnila blízkost VUT, kde byl film využíván pro vědecké účely a také blízkost obchodu s elektronickými potřebami a přístroji na Veveří 126 Norberta Havlíčka (narozený v roce 1899 v Brně-Bystrci).
Jindřich Suchánek 2. září 1931 zažádal na Živnostenském úřadě v Brně o vystavení živnostenského listu k provozování svobodné živnosti „výroba amatérského nehořlavého filmu kinofilmu s omezením vytčeným v § 1. zák. 140. z roku 1926“. Dne 16. 9. 1931 mu bylo úřadem vyhověno. Jindřich Suchánek se přeorientoval na dodávky levného 16 mm filmu. Neperforovaný pozitivní 35 mm film blíže nespecifikovaných kvalit a vlastností pořizoval v Praze, v ateliéru AB. V dílně si Suchánek vyrobil řezačku a perforačku a půlil normální filmy na formát 16 mm ve velkém. Takto získané pozitivní filmy pak nabízel včetně vyvolání, které obstarávala paní Suchánková. Tak se prohloubila spolupráce s filmovými amatéry, mezi které v té době patřili i akademičtí pracovníci VUT.
Suchánkovi si posléze opatřili třípokojový byt. V kuchyni bydleli, ostatní místnosti proměnili na laboratoř a později na malou montážní dílnu, na skladiště materiálu a na kancelář.
Norbert Havlíček stál jako inspirátor u výroby snímačky (kamery) a vymyslel pro ni jméno Admira, odvozené od francouzského slova „admirable“ tj. „podivuhodný“, a také byl velkým propagátorem Suchánkových výrobků.
Po roce 1935 výroba přesahovala kapacitní možnosti prostor na Veveří a Jindřich Suchánek se proto rozhodl přestěhovat firmu se sedmnácti zaměstnanci do bývalé textilní továrny na ulici Hybešova 46, které proběhlo 1. května 1936.
V době rostoucího politického napětí byl Suchánek na návštěvě ve Švýcarsku u svých obchodních partnerů a dostal od nich nabídku, aby sem, do Švýcarska, přesídlil svou firmu. Při případné výstavbě nové továrny mu byla přislíbena pomoc, což nakonec z vlasteneckých pohnutek odmítl. I přes všeobecnou mobilizaci a následnou Mnichovskou dohodu v roce 1938 se rozhodl ve firmě setrvat vzdor případným obtížím.
Jindřich Suchánek se netajil svým záporným vztahem k novému politickému zřízení, naopak byl zastáncem samostatné Československé republiky, a proto byl posléze zatčen. Důvodů k zatčení se objevuje několik. Kromě nesouhlasu s politickým směřováním také odmítal, aby jeho továrna přešla na válečnou výrobu. Jako podnět k zatčení pak postačilo přechovávání zpravodajského důstojníka. Zatčení Gestapem se krylo s příchodem Reinharda Heydricha do Protektorátu Čechy a Morava.a s vyhlášením Prvního stanného práva.
Po zatčení Gestapem byl od 28. října 1941 do 15. dubna 1942 vězněn v Brně a v Kounicových kolejích mu hrozila poprava. Nakonec bylo rozhodnuto, aby byl převezen do koncentračního tábora Mauthausen, a po krátkém pobytu zde byl 12. 11. 1942 přesunut do koncentračního tábora Buchenwald. V Buchenwaldu zůstal až do konce války. Na evidenční kartě z Buchenwaldu měl uvedeno „Polit. Tscheche“.
Chod továrny zatím řídila paní Suchánková a prostřednictvím motáků vše konzultovala s Jindřichem Suchánkem. Posléze byl na místo ředitele továrny z Berlína dosazený generál Günther Tschersich.
Po skončení války byl  Jindřich Suchánek v květnu propuštěn z koncentračního tábora a vrátil se domů. Když se Suchánek vrátil do Brna, zjistil, že je továrna v dobrém stavu. Po uklidnění poválečné situace požádal úřady o navrácení továrny a živnostenského listu.
Nepřekvapí, že proběhly vlastnické spory mezi Tschersichem a Suchánkem ve chvíli, kdy byla továrna Jindřichovi Suchánkovi navrácena.
V průběhu politických změn, které proběhly v letech 1945–1947, se Jindřich Suchánek stačil odvděčit řadě svých nejbližších spolupracovníků. Podle toho, co se vypráví, tak z těch nejbližších, prokuristovi Kopečkovi daroval automobil a ženám z továrny třeba kuchyň nebo šicí stroje. Nejčastěji se však připomíná, že Suchánek svým několika nejlepším zaměstnancům daroval motocykly.
Na začátku roku 1945 bylo podle všeho v továrně celkem 48 zaměstnanců. Unikla tak velmi těsně první vlně znárodnění. Druhá vlna znárodnění, která proběhla v roce 1948, však již na nic nebrala ohled.
Dobová zpráva uvádí, že převzetím Suchánkovy firmy byl pověřen národní podnik TESLA a teprve později byla firma podle oboru včleněna pod správu Meopty. Do čela firmy, přejmenované na n. p. Meopta, Brno, byl jmenován František Kala, původně nástrojař.
V padesátých letech Jindřich Suchánek zřejmě rozvázal stálý pracovní poměr s n. p. Meopta, závodem Brno a do továrny pouze jednou týdně dojížděl nebo naopak jezdili zaměstnanci za ním. Protože při vyvlastnění přišel také o byt, přebýval se svou manželkou na chatě v blízkosti Brněnské přehrady.
Z přehrady pak Suchánek do továrny dojížděl s plány a návrhy a zdá se, že fungoval jako konstruktér na volné noze.  
V podmínkách domácí dílny si pak sám pro sebe vytvořil několik prototypů filmových kamer na úzký film. Ty však již nenalezly uplatnění na trhu a byly vyrobeny spíše pro radost.
V roce 1956 Jindřich Suchánek nastoupil do Vývojových dílen ČSAV na ulici Leninova a o rok později, roku 1957, pracoval např. na úkolu pro Dr. Bočka (jednalo se o projekt Heisenbergova komůrka pro měření v kvantové fyzice). V roce 1957 probíhaly prověrky, které pro Bočka nedopadly dobře a byl vyhozen, ale Jindřich Suchánek tehdy prošel jako jediný „třídní nepřítel“ prověrkovými komisemi. Podle vzpomínek v tom sehrála výraznou roli i závěť, kterou po vypuknutí války sepsal. V závěti věnoval podnik zaměstnancům a ustanovil dělnický výbor pro správu podniku. Po roce 1961 byl Suchánek přeřazen jako konstruktér do oddělení Infračervené spektroskopie k ing. Nováčkovi, který kolem roku 1965 emigroval do USA. U Nováčka Suchánek konstruoval mj. výkonový pulsní rubínový laser. Společně s inženýrem Aloisem Kovaříkem a dalšími lidmi v týmu se podílel na výrobě tzv. Dia automatu, na který bylo podáno několik patentů. O diaprojektor mělo zájem výstavnictví, ale také kina a školy. K jeho uvedení na trh však již nedošlo. V ČSAV nakonec pracoval Jindřich Suchánek až do důchodu.
Ve stáří Jindřich Suchánek postupně přicházel o zrak a když v roce 1986 zemřela jeho manželka, skončil v domově důchodců, kde o dva roky později zemřel sám, takřka zapomenut, ve svých osmaosmdesáti letech.

## Konstrukce a výrobky
Ještě v roce 1931, před začátkem intenzivního zájmu o úzký film jako o podnikatelskou činnost, sestrojil Jindřich Suchánek na zakázku jeden z prvních prototypů promítacího stroje na film rozměru 16 mm. Podle všeho takových prototypů sestrojil Suchánek celkem pět.
Po prototypu, který se patrně nijak nejmenoval, navrhl Jindřich Suchánek už cíleně další typ projektoru nazvaný Akro-Polis. K němu přibyl též v roce 1933 Akro Duplex, na filmy rozměru 9,5 a 16 mm. Oba zmíněné přístroje obsahovaly řadu konstrukčních řešení, které se posléze uplatnily u promítacího přístroje Popular.
Druhým Suchánkovým přístrojem, kterému se dostalo výrazné pozornosti, byla v létě roku 1933 uvedená Admira na 9,5mm film, nazývaná pro svůj tvar někdy také „ledvinka“.

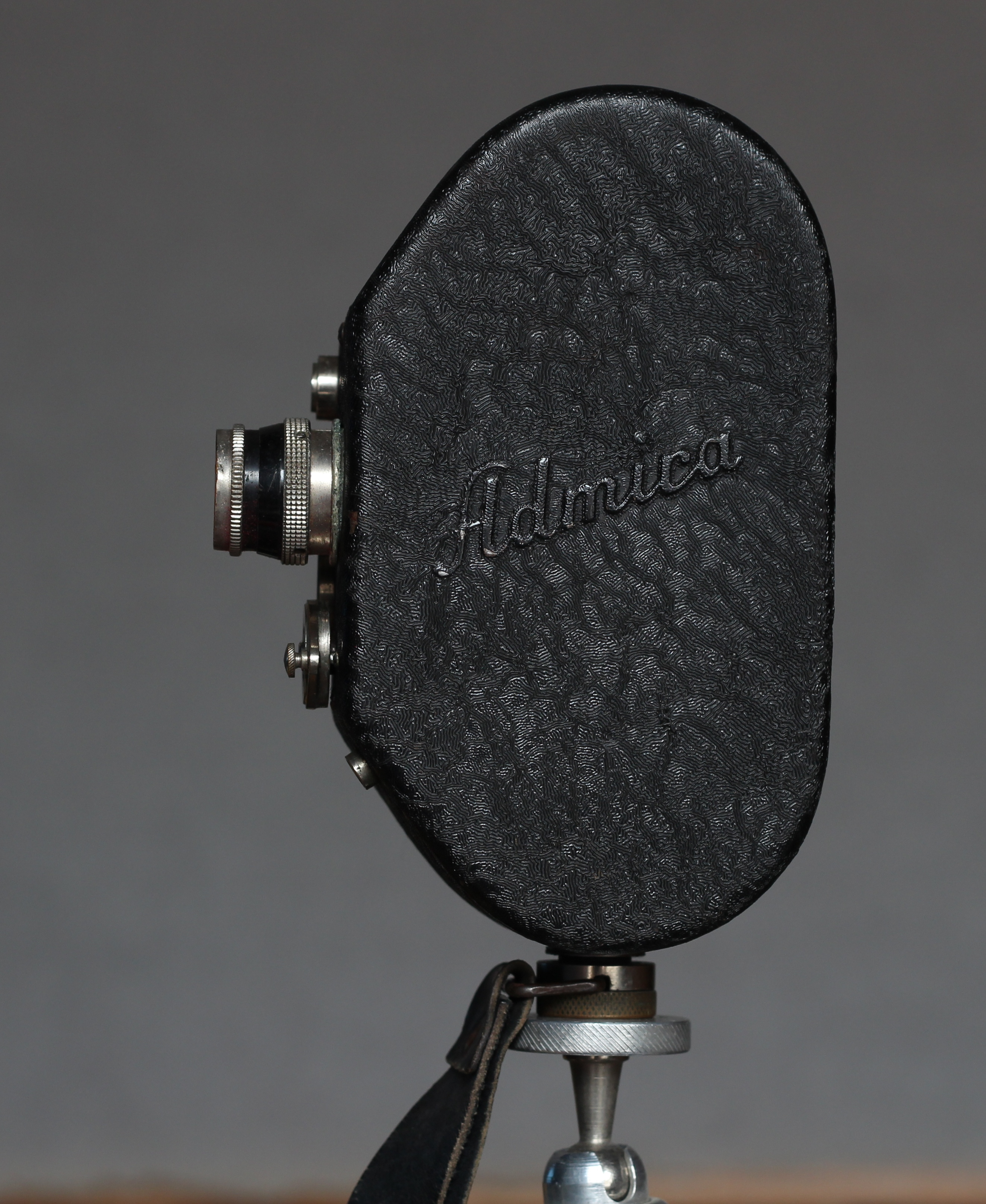
Admira 8, výroba Jindřich Suchánek, Brno, strana s názvem kamery

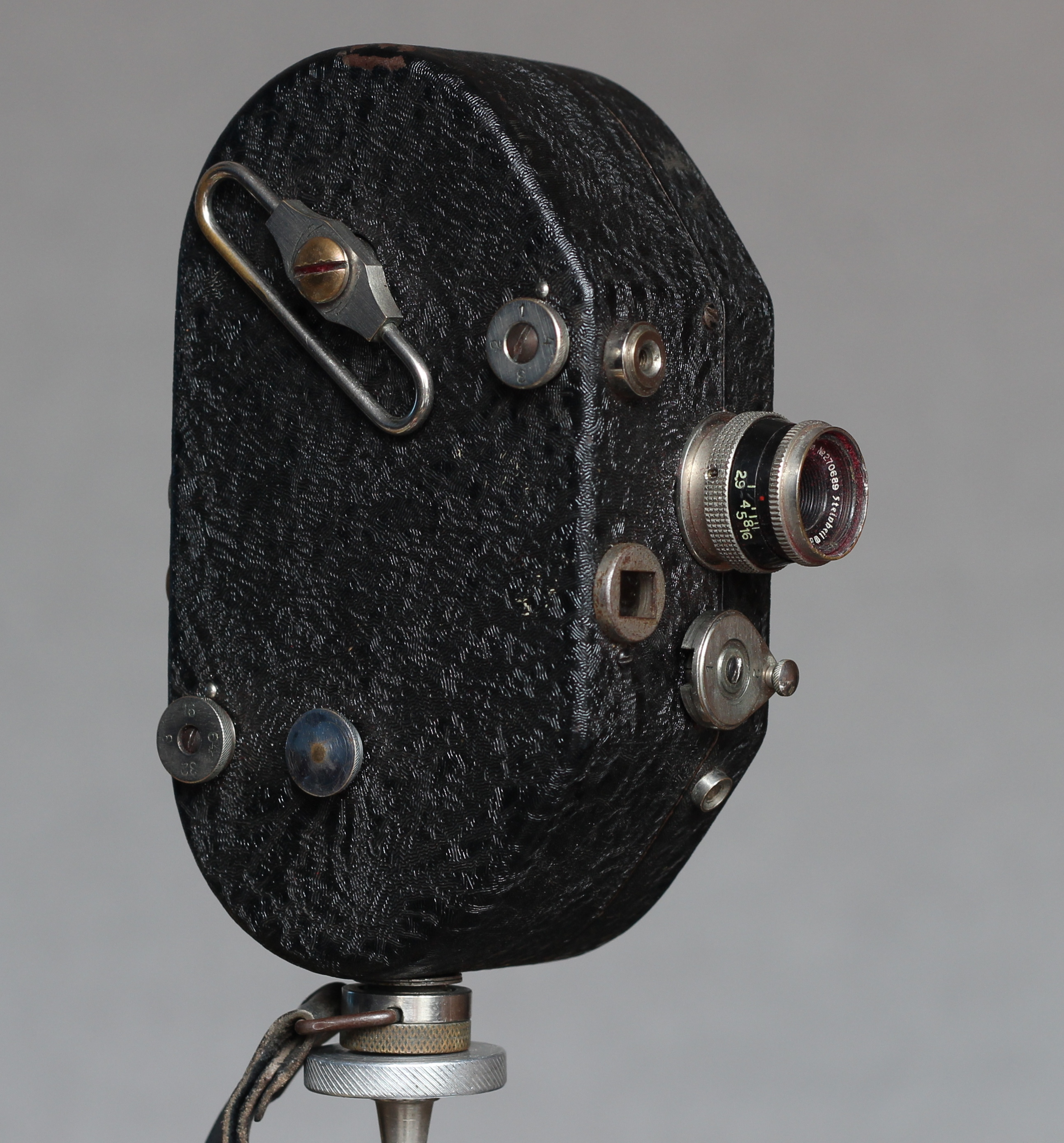
Admira 8, zvaná „Ledvinka“

Po Admiře 9,5 vyrobil Suchánek v roce 1934 kameru na nejmenší – a mezi filmovými amatéry nejužívanější – formát 8mm filmu, která se na první pohled od svého 9,5mm předchůdce příliš nelišila ani tvarem a ani možnostmi. Na trhu se objevila nejpozději v roce 1935.
Rozdíly mezi oběma kamerami byly jen v drobnostech. Admira 9,5 byla osazena objektivem Steinheil Casar, 2,9/20 mm a Admira 8 objektivem 2,8/12,5 mm. Obě se vyráběly ve dvou variantách. První varianta kamer měla pouze frekvenci snímání 16 obr/s. Druhá varianta měla frekvence 8, 16 a 32 obr/s. a Admira 8 měla ještě navíc frekvenci 64 obr/s.
Obě Admiry „ledvinky“, na 9,5mm a 8mm film, zaujaly ještě na Pražských vzorkových veletrzích v roce 1937 a o dodávky nových sérií byl zájem hlavně ze zahraničí.
V roce 1933 Jindřich Suchánek ještě sestrojil promítací přístroj Simplex s rámečkem na skleněné diapozitivy 5×5 cm.
Dalším opravdu významným a hojně propagovaným přístrojem vzniklým ještě na ulici Veveří byl vedle kamer projektor Popular. Názvem Popular chtěl Suchánek vyjádřit lidovost výrobku. Podle firemní zprávy byl prototyp Popularu dohotoven koncem roku 1933 a s hromadnou výrobou tohoto přístroje bylo započato v roce 1934. S drobnými úpravami a vylepšeními byl projektor vyráběn až do konce třicátých let.
Na základě dohody mezi Suchánkem a Baťou začaly zlínské strojírny v dubnu vyrábět první sérii konstrukčně jednoduchých projektorů, které byly odvozeny přímo z Popularu. Přístroje byly upraveny na filmový box s nekonečnou smyčkou (asi 60 m) a zadní projekci. Jednalo se o zakázku pro osm set Baťových prodejen, což je výrobní objem, který by malá dílna na Veveří určitě nezvládla včas pokrýt. S těmito přístroji se počítalo pro jednu z největších baťovských reklamních akcí své doby – v obchodech se na těchto projektorech promítal žurnál Okno do světa a Baťovy propagační snímky. Po skončení akce byly projektory prodány školám.
V roce 1935 domluvil Suchánek s Čs. společností pro vědeckou kinematografii v Brně na tom, že projektor Popular bude dodáván jako základní typ školního projektoru pro němé filmy.
Projektor Popular vznikl jako univerzálně využitelný přístroj. Reklama Popular nazývala „rozšiřujícím se projektorem“, a to kvůli výměnným hlavicím. U Popularů bylo možné využívat jeden podstavec, na který se nasazovaly různé přídavné hlavice. Jednalo se o promítací hlavy na 16mm, 9,5mm a 8mm film a dále se mohly nasazovat hlavy na diapozitivy. Popular upravený na diaprojekci se prodával samostatně pod názvem Popular dia a dodávaly se dva typy diaprojektoru. První typ – Popular dia „S“ byl na skleněné diapozitivy až do rozměru 5×5 cm včetně rámečku. Druhý typ – Popular Dia „P“ – byl zařízen na pásové diapozitivy 35 mm. Zřejmě existovala ještě výměnná hlava na stereodiapozitivy.
Kromě promítacích (filmových a dia–) hlavic byla na trhu poloautomatická kopírka Popular, na 8mm, 9,5mm a 16mm film, a na podstavec bylo navíc možno namontovat sušicí hlavu (větrací hlavice).
Populary na střídavý proud v zimě 1936 doplnil nový Popular „B“ pro stejnosměrný proud, kde byl transformátor nahrazen malým odporem do 130 V. Na jaře 1937 se objevil další model – Popular „B 200“, univerzální pro stejnosměrný i střídavý proud a v létě ještě dokonalejší Popular „S“. Konstrukce projektoru byla totožná s dřívějším Popularem a změněny byly pouze hlavice, kondensor, transformátor a žárovka.
Pro účely reklamy pak ještě Suchánek dodával reklamní Popular R.
Díky spoluprací s ČSVK byl počátkem prosince komisí pro standardizaci učebních pomůcek při ministerstvu školství a národní osvěty v Praze standardizován pro vyučovací účely promítací přístroj I. čs. výroby přístrojů pro amat. kinematografii J. Suchánek v Brně. Promítacímu přístroji byla přidělena standardizační značka STAKO 029. Zároveň byla standardizována i výměnná hlavice na diapozitivy malého formátu. Školám byly tyto projektory, s promítací hlavou na 16mm film, dodávány od začátku roku 1937 pod názvem Scolar.
U Scolaru propagace uváděla, že „přístroj jest řešen s ohledem na potřeby vyučovací, má zpětný chod pro zopakování látky, zařízení na zastavování jednotlivých obrázků, možnost promítání různých filmových formátů a diapozitivů“.
Na konci roku 1937 pak byl standardizován také Scolar „S“, který mohl být dodáván mj. s perličkovou stěnou Scolar–perleta (rozměry 135×180 cm a 150×200 cm) a s objektivem o větší ohniskové vzdálenosti.
Z Popularu a Scolaru byla ještě v roce 1939 vyvinuta varianta nejlevnějšího a nejjednoduššího projektoru pro školy, jimž firma Suchánek pamatovala i na malé a chudé školy a připravila jim promítací přístroj Minor.
Projektor Luxor Suchánek uvedl na jarním PVV 1939. Přístroj je opět konstruován podobně jako Popular, tedy využívá možnosti výměnných hlav, oproti Popularu má však výraznější světelnost u ojektivu Brunar 1,5.
Admiry, uvedené na trh v zimě 1936 a na jarních PVV, byly od předchozích chromované a lakovány speciálním lakem. Byl o ně zájem převážně ze zahraničí.
V březnu, těsně před zahájením jarních PVV, pak Suchánek upozorňoval na vývoj nové kamery na 8mm film, Admiru 8 B. Prototyp představil na jarním PVV. Na přístroj přijímal objednávky. Admiru 8B pak v červnu uvedl na trh v první sérii.

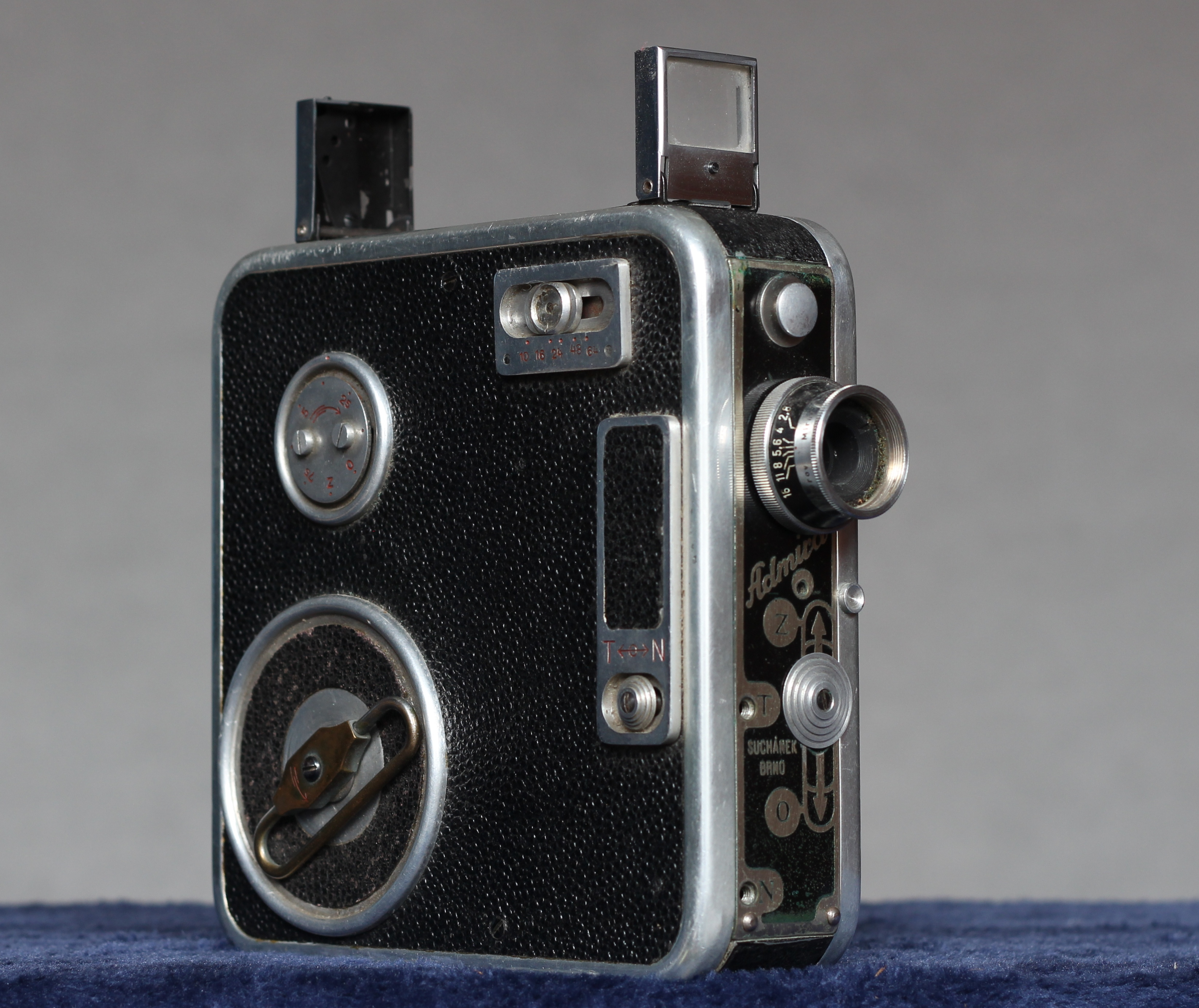
Admira 8C, výroba Jindřich Suchánek, Brno

Admira 8B má čtvercový formát, který vycházel z 8mm kamer firmy Kodak, jeho vzhled a řešení jsou však originální.
Admira 8B na trhu vydržela až do sklonku roku 1939, kde byla celkem nenápadně vystřídaná novějším typem čtvercové Admiry – Admirou 8C.

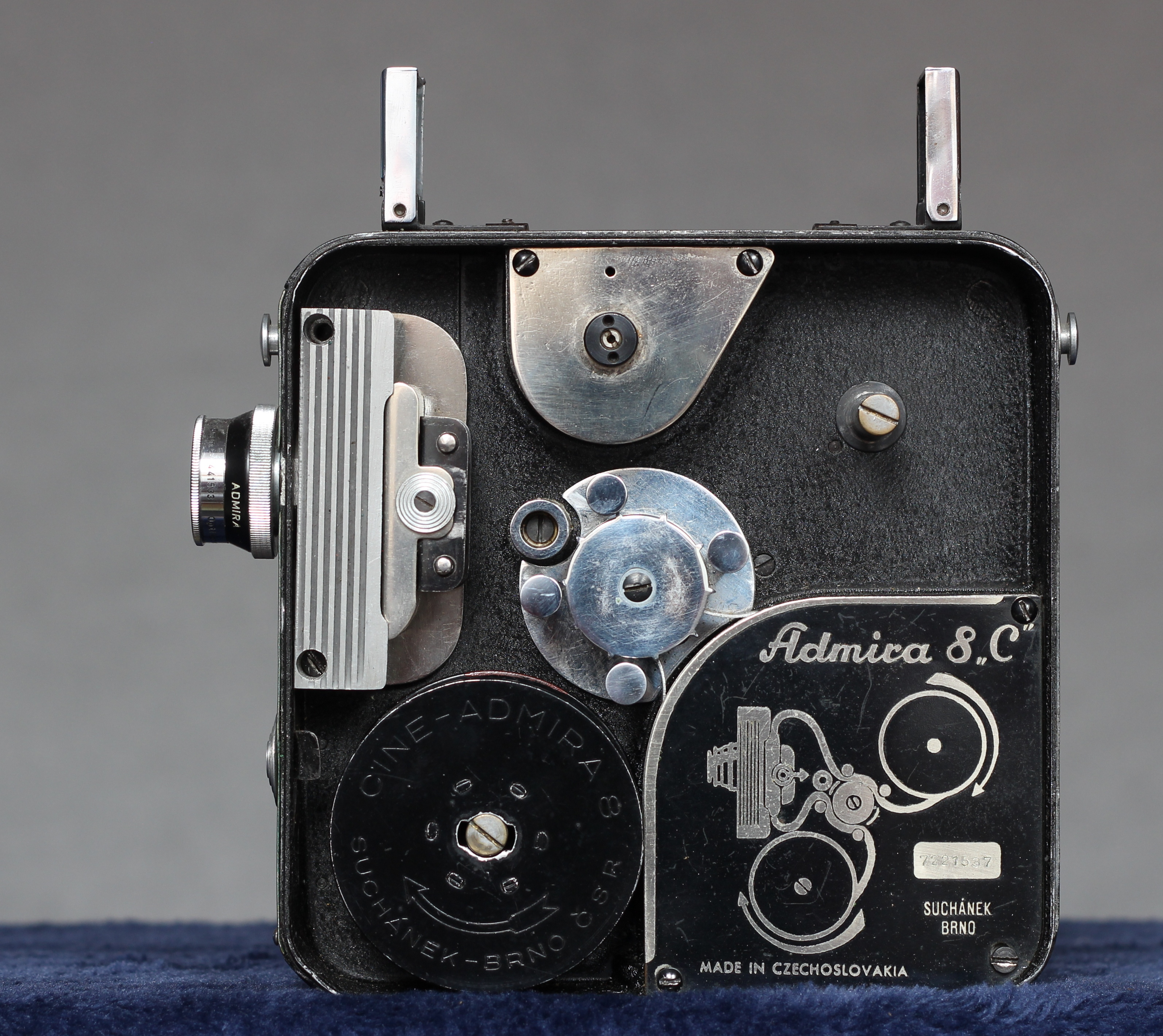
Admira 8C, pohled na filmovou dráhu

Suchánkova Admira 8C se od předchozího modelu skoro neliší a na trh byla uvedena poměrně nenápadně v roce 1940 s paralelně doprodávanými Admirami 8B. Stejně tak až na druhý pohled jsou patrné mírné úpravy vzhledu – bylo změněno provedení voliče rychlosti a některé drobnosti.
Admiru 16D Suchánek představil stejným způsobem jako Admiru 8B. Nový typ 16mm kamery přislíbil u příležitosti jarního PVV 1938 a tam pak poprvé ukázal otevřený model prototypu Admiry 16D a přijímal objednávky na jeho výrobu.
Kvůli politickým událostem z podzimu 1938 však došlo ke zpoždění dodávek. Série tak byla uvedena až na jaře 1939.
Na jarním PVV 1938 představil nový miniaturní fotografický přístroj na 16mm film o velikosti obrazů 10×15 mm. Malý fotoaparát, někdy nazývaný Mimi, údajně zůstal pouze v prototypu.
Nicméně zároveň s fotoaparáty představil na jarních PVV 1939 zvětšovací přístroj, který na podzim uvedl na trh jako zvětšovací přístroj Colombo.
Jindřich Suchánek pak v roce 1937 uvedl na trh diaprojektor Diax a v roce 1939 Diax II.
Jindřich Suchánek ve své inzerci nejednou uváděl své úspěchy na zahraničních trzích. Po jarním PVV v roce 1937 tak zmiňuje dobrý obchod s Amerikou, v dubnu téhož roku Suchánkův závod proběhla úspěšná jednání s obchodníky z Kanady, Anglie, Švédska a Belgie. Odbyt měla firma i ve Francii a ještě v zimě obdržela firma zásilky také z Jižní Ameriky a Jižní Afriky. Na jaře roku 1938 byl pak Suchánek vyzván k účasti na veletrhu v Poznani a poté obdržel nabídky ze Švýcarska. Kromě již zmíněných zemí pak Suchánek ještě v roce 1939 jako odběratele uvedl Holandsko a Japonsko. Pokud začátkem roku 1939 Suchánek prohlásil, že do zahraničí vyváží více než polovinu přístrojů, na konci roku 1939 tento objem podle jeho tvrzení tvořil ¾ výroby.
Suchánek si cenil také soběstačnosti vlastní továrny a zdůrazňoval, že veškeré součástky kinopřístrojů, s výjimkou optiky, vyráběl sám ve svém závodě. Ať už se jednalo o drobné součástky nebo o kompletní elektromotory na pohon promítacích přístrojů.
Pokud měla firma na počátku válečných let celkem 70 zaměstnanců, pak v létě roku 1941 již Suchánek zaměstnával 84 dělníky a 13 administrativních pracovníků. Tento počet uvedl v žádosti o vydání „živnostenského listu na živnost: mechanickou a optickou, po továrnicku“ a také v ní uvádí provozovací kapitál 1,000.000 K.

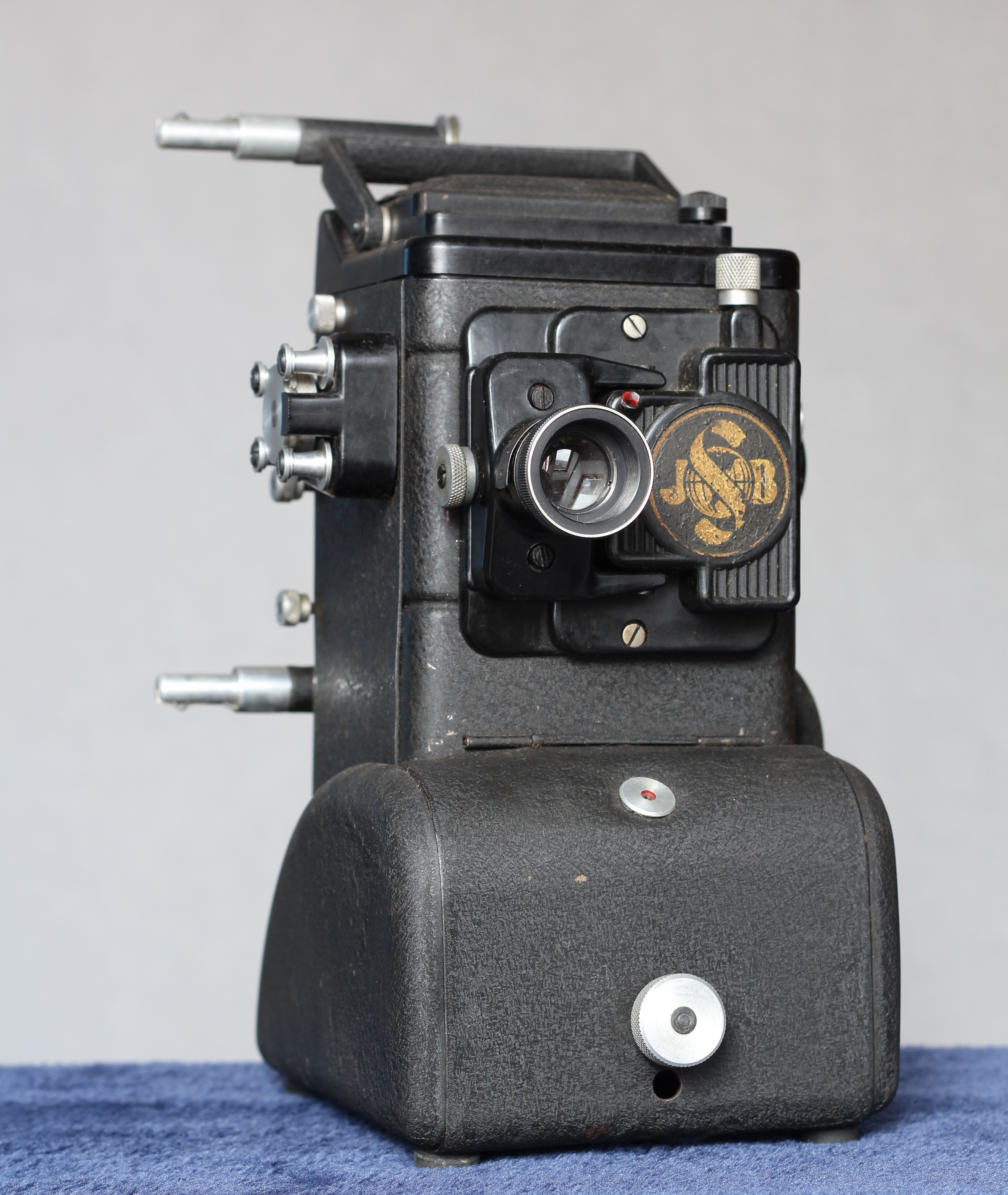
Projektor Atom, výroba Jindřich Suchánek, Brno

Po obnovení chodu továrny po 2. světové válce pak Suchánek na stránkách Československého kinoamatéra představil jeden ze svých posledních výrobků, projektor Atom, v lednovém čísle roku 1947. Na vývoji Atomu se Suchánkem spolupracoval Jiří Hykl, pozdější šéfkonstruktér.
Kromě toho Jindřich Suchánek vytvořil dva různé typy 16mm projektoru, který nazval Jubilar a Jubilar 16B. Jubilary byly zřejmě dalšími z řady promítacích přístrojů, které byly primárně určeny zejména školám.
Podnik po znárodnění žil řadu let ze Suchánkovy podstaty. Tento rys je nejdéle patrný ve vývoji kamer, se kterými si Meopta vystačila ještě skoro dvacet let po Suchánkově odchodu, ale týkala se také projektorů. Ještě v roce 1957 byl totiž z projektoru Atom odvozen populární Meo 8 s obdobně řešeným vedením filmu.
Objem výroby Suchánkových přístrojů pak byl po roce 1948, kdy byl podnik přejmenován na n.p. Meopta, Brno a převeden pod správu tohoto koncernu, zřejmě výrazně navýšen – vzrostl více než desetkrát.
Po odchodu z Meopty si v podmínkách domácí dílny pak sám pro sebe vytvořil několik prototypů filmových kamer na úzký film. Ty však již nenalezly uplatnění na trhu a byly vyrobeny spíše pro radost. Jsou známy tři kamery – šestnáctka se zpětným chodem, měnitelným sektorem clony, osmička s revolverovým objektivem a nejmenší osmička z roku 1960. O té se tvrdí, že ještě v roce 1965 byla nejmenší kamerou na světě.
Vyrovnat se Jindřichovi Suchánkovi, konstruktérskému autodidaktovi bez výraznějšího vzdělání, bylo výzvou pro řadu inženýrů, kteří se pokusili konkurovat jeho výrobkům se svými přístroji. Suchánek vlastním příkladem nepřímo vyprovokoval rozvoj dalších typů originálních kamer, projektorů a dalšího příslušenství. Avšak žádný z dalších konstruktérů již nedokázal vytvořit a uvést úspěšně na trh tak komplexní výrobní program, jako se to podařilo právě Suchánkovi. Suchánkovy přístroje vynikaly nejen funkčností, ale i maximální jednoduchostí a výraznou estetikou.